# Paul Mason
Paul James Mason (ur. 6 listopada 1962 w North Shields) – brytyjski duchowny rzymskokatolicki, ordynariusz polowy Wielkiej Brytanii od 2018.

## Życiorys
Święcenia kapłańskie przyjął 25 lipca 1998 i został inkardynowany do archidiecezji Southwark. Był m.in. kapelanem kilku londyńskich szpitali, wychowawcą w archidiecezjalnym seminarium oraz wikariuszem biskupim dla hrabstwa Kent.
23 kwietnia 2016 papież Franciszek mianował go biskupem pomocniczym archidiecezji Southwark, ze stolicą tytularną Skálholt. Sakry udzielił mu 31 maja 2016 arcybiskup Peter Smith.
9 lipca 2018 został mianowany ordynariuszem polowym Wielkiej Brytanii.